# Paxillus cuprinus

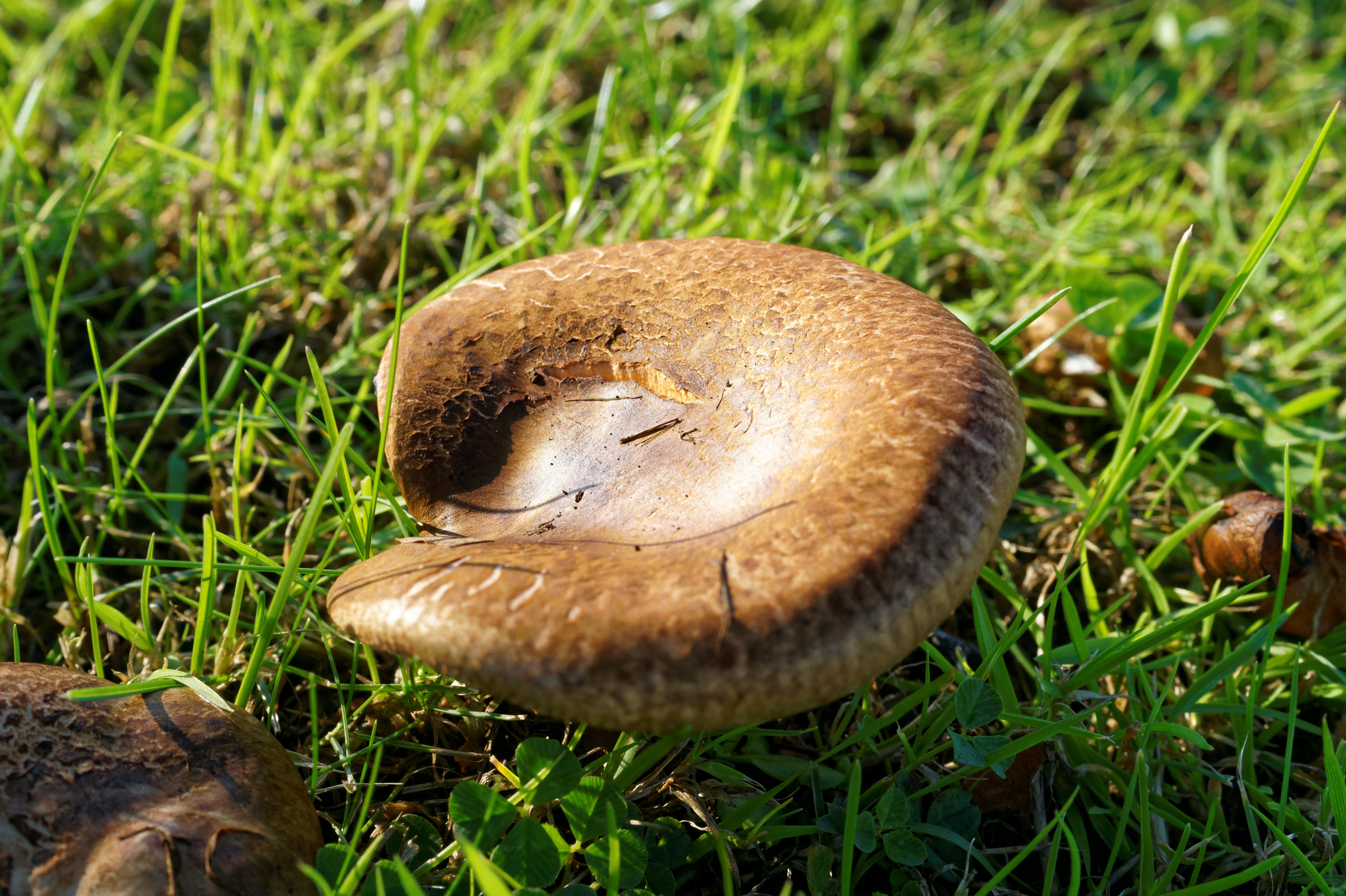

Paxillus cuprinus Jargeat, Gryta, J.-P. Chaumeton & Vizzini – gatunek grzybów z rodziny krowiakowatych.

## Systematyka i nazewnictwo
Pozycja w klasyfikacji według Index Fungorum: Paxillus, Paxillaceae, Boletales, Agaricomycetidae, Agaricomycetes, Agaricomycotina, Basidiomycota, Fungi.
Po raz pierwszy opisali go Patricia Jargeat, Hervé Gryta, J.-P. Chaumeton i Alfredo Vizzini w 2014 r. pod brzozą brodawkowatą w parku we Francji.

## Morfologia
Kapelusz
Średnica 5,4–15 cm, u młodych okazów wypukły z silnie podwiniętym brzegiem, potem płasko wypukły, nawet nieco wklęsły. Powierzchnia początkowo szarobrązowa z zielonkawymi, odcieniami, potem czerwonożółto-ochrowa, pod działaniem KOH czerwona.
Blaszki
Gęste z międzyblaszkami, nieco zbiegające na trzon, jasnożółte, po potarciu zmieniające barwę na ciemnoczerwonobrązową, krawędzie nieco jaśniejsze.
Trzon
Wysokość 4,6–7,3 cm, grubość 2–2,3 cm, dołem cylindryczny, krótszy niż średnica kapelusza, na wierzchołku żółtawobiały, u podstawy czerwonobrązowy.
Miąższ
Gruby, o owocowym, przyjemnym zapachu.
Cechy mikroskopowe
Podstawki maczugowate, 4-zarodnikowe ze sprzążką bazalną, 28,7–36,4 × 5,8–9,5 μm. Bazydiospory migdałkowate, jajowate, zwężone na wierzchołku, gładkie, szkliste, zazwyczaj z dużą centralną gutulą (7,5–)7,9–9,1(–10,0) × (4,6–)5,0–5,9(–6,5) μm, Q = 1,4–2,1, Qe = 1,6. Pleurocystydy zwykle wklęsłe, z długą, ostrą szyjką wierzchołkową, 32,5–61,4 × 7,3–16,2 µm.

## Występowanie i siedlisko
Podano występowanie w Ameryce Północnej i Południowej, Europie, Azji i na Nowej Zelandii. W Polsce jego stanowiska podaje internetowy atlas grzybów. Znajduje się w nim na liście gatunków zagrożonych i wartych objęcia ochroną.
Naziemny grzyb mykoryzowy. W Polsce notowany w lesie mieszanym z brzozami, dębami, sosnami, osikami.